# توماس گراهام بالفور
توماس گراهام بالفور (انگلیسی: Thomas Graham Balfour; ۱۸ مارس ۱۸۱۳ – ۱۷ ژانویهٔ ۱۸۹۱) پرستار، نظامی و کارشناس آمار اهل پادشاهی متحد بریتانیای کبیر و ایرلند بود. وی همچنین برندهٔ جوایزی همچون همکار انجمن سلطنتی شده‌است.